# Iglesia de la Transfiguración del Salvador (Samper de Calanda)
La Iglesia de la Transfiguración del Salvador es una iglesia de Samper de Calanda.

## Historia
Fue construida en el siglo XVIII.

## Descripción
De planta basilical, rectangular, con tres naves de cinco tramos, separados por pilares, que se rematan en cimacios.